# Hervé Ryssen
Hervé Ryssen (19 de abril de 1967) es un escritor y activista francés de la extrema derecha, antisemita.

## Biografía
Hervé Ryssen obtuvo un máster en Historia por la Universidad de París-Est-Créteil-Val-de-Marne en 1991 y dedicó su tesis final a la guerra en España. Fue profesor de historia durante cinco años en Educación Nacional, y fue expulsado de ella por un inspector académico, a raíz de una denuncia de los padres de los alumnos. Se presenta desde 2003 como profesor en paro.

## Controversias
Ryssen ha sido condenado una veintena de veces por los tribunales franceses, debido a sus dichos negacionistas y antisemitas.
En febrero de 2022 fue condenado a pagar una multa junto al sacerdote Olivier Rioult por insultar e incitar a la violencia contra judíos. La causa judicial surgió a raíz de un video que subieron a Youtube en agosto de 2019, donde hablan de los judíos como "insoportables" y "abominables". Además, señalaron que se trataban de "un problema cuya solución exige un combate y un exterminio continuos".

## Publicaciones
Ensayos
- Hervé Ryssen, Les Espérances planétariennes, Levallois-Perret, Éditions Baskerville, 2005, 430 p. (ISBN 2-9524559-0-2, notice BnF no FRBNF40037166)
- Hervé Ryssen, Psychanalyse du judaïsme, Levallois-Perret, Éditions Baskerville, 2006, 397 p. (ISBN 978-2-9524559-5-4, notice BnF no FRBNF40187707)
- Hervé Ryssen, Le Fanatisme juif: Égalité - Droits de l'homme - Tolérance, Levallois-Perret, Éditions Baskerville, 2007, 395 p. (ISBN 978-2-9524559-1-6, notice BnF no FRBNF41075206)
- Hervé Ryssen, La Mafia juive: Les Grands Prédateurs internationaux, Levallois-Perret, Éditions Baskerville, 2008, 395 p. (ISBN 978-2-9524559-2-3, notice BnF no FRBNF41296945)
- Hervé Ryssen, Le Miroir du judaïsme: L'Inversion accusatoire, Levallois-Perret, Éditions Baskerville, 2009, 397 p. (ISBN 978-2-9524559-7-8, notice BnF no FRBNF41442426)
- Hervé Ryssen, Histoire de l'antisémitisme: vue par un goy et remise à l'endroit, Levallois-Perret, Éditions Baskerville, 2010, 432 p. (ISBN 978-2-9524559-3-0, notice BnF no FRBNF42408430)
- Hervé Ryssen, Le Racisme antiblanc: Assassins d'hommes blancs - Tueurs, violeurs de femmes blanches, Levallois-Perret, Éditions Baskerville, 2011, 320 p. (ISBN 978-2-9524559-8-5)
- Hervé Ryssen, Comprendre le judaïsme, comprendre l'antisémitisme, Levallois-Perret, Éditions Baskerville, 2012, 144 p. (ISBN 979-10-91246-00-2, notice BnF no FRBNF43613000)
- Hervé Ryssen, La Guerre eschatologique: La Fin des temps dans les grandes religions, Levallois-Perret, Éditions Baskerville, 2013, 185 p. (ISBN 979-10-91246-01-9, notice BnF no FRBNF43613003)

Trabajo universitario
- La Guerre d'Espagne étudiée à travers les hebdomadaires « Sept» et « L'Illustration», Université Paris-XII, 1991.